# Kanton Biarritz-Ouest
Kanton Biarritz-Ouest (francouzsky Canton de Biarritz-Ouest) je francouzský kanton v departementu Pyrénées-Atlantiques v regionu Akvitánie. Tvoří ho pouze západní část města Biarritz.